# Уркендеуський сільський округ
Уркенде́уський сільський округ (каз. Өркендеу ауылдық округі, рос. Уркендеуский сельский округ) — адміністративна одиниця у складі Казалінського району Кизилординської області Казахстану. Адміністративний центр та єдиний населений пункт — село Жанкент.
Населення — 1282 особи (2021; 1405 у 2009, 1580 у 1999, 1537 у 1989).
Станом на 1989 рік існувала Уркендеуська сільська рада (село Уркендеу).